# Takedromia ornata
Takedromia ornata is een krabbensoort uit de familie van de Dromiidae. De wetenschappelijke naam van de soort is voor het eerst geldig gepubliceerd in 1911 door Rathbun.